# Turnix de Luçon
Turnix ocellatus
Espèce
Statut de conservation UICN

 LC  : Préoccupation mineure
Le Turnix de Luçon (Turnix ocellatus) est une espèce d'oiseaux de la famille des Turnicidae.

## Répartition
Cet oiseau est endémique de Luçon (Philippines)

## Sous-espèces
D'après la classification de référence (version 14.1, 2024) de l'Union internationale des ornithologues, le Turnix de Luçon possède 2 sous-espèces (ordre philogénique) :
- Turnix ocellatus benguetensis Parkes, 1969 ;
- Turnix ocellatus ocellatus (Scopoli, 1786).